# New Religion (låt)
New Religion är en låt framförd av Anton Ewald i Melodifestivalen 2021. Låten som deltog i den andra deltävlingen, gick direkt vidare till final. Väl i finalen slutade han på elfte plats.
Låten är skriven av artisten själv, Joe Killington, Jonas Wallin och Maja Strömstedt.